# 解脱 (ジャイナ教)
ジャイナ教における解脱（サンスクリット語: मोक्ष, Mokṣa [モークシャ]、プラークリット: मोक्ख, Mokkha [モッカ] )は、魂という存在にとって至福の状態であり、業の呪縛や輪廻からの完全なる解放である。解放された魂は無限の至福、無限の知識、無限の知覚を伴った自身の真の不垢なる本性に到達するとされる。このような状態にある魂はシッダ(siddha)あるいはパラマートマン(paramātman)と呼ばれ、魂が到達しようとするべき最高の、もっとも気高い目標地点とされる。ジャイナ教によれば、魂は、「三宝」、すなわち、1.正しい認識、2.正しい知識、3.正しい行いに基づいてこの状態に至るとされる。そのためジャイナ教には、「解脱への道」(mokṣamārga、モークシャマールガ）という呼称もある。 

## 概要
解脱(mokṣa)という概念は、それ自体が主体的に行動し、その結果を享受し、責任を持つ永遠の魂の存在を前提としている。そのうえで、全ての魂は世界の物質的な活動に絡めとられ、永遠に過去から業に束縛され、ある存在から別の存在へと転生・再生を繰り返しているとされる。ジャイナ教によれば、全ての魂はこの繰り返される生と死からの解放、つまり解脱に到達できるという。

### ジャイナ経典にみられる記述
サマン・スッタム(Samaṇ Suttaṁ)は、ニルヴァーナに関する以下の記述より成る -

- 苦痛も快楽もなく、苦しみも生もなく、生まれることも死ぬこともない場所、それが解脱である。(617)
- 感覚器官も、驚きも、眠りも、渇きも、飢えもない場所、それが解脱である。(618)
- カルマもなく、カジカルマもなく、心配事もなく、専門的にはアルッタ、ラウドラ、ダルマ、スクラなどと呼ばれるようないかなる種類の思考もない場所、それがニルヴァーナである。(619)

ウッタラディヤヤナ・スートラによって、パールシュヴァの門人のケーシにガウタマが解脱の意味を説明した様子がわかる。

あらゆる観点から見て安全だが到達しがたい場所があり、そこでは年を取ることも死ぬこともなく、苦しみもなければ病気をすることもない。ニルヴァーナ、あるいは苦痛からの解放、あるいは完全性と呼ばれている場所こそがあらゆる観点から見て安全で、幸福で、静寂な場所であり、偉大な賢者たちがそこに到達できる。そこはあらゆる観点から見て永遠の場所であるが到達しがたい。そこへ到達した賢者は悲しみから解放され、存在の流れを終わらせた。(81-4)

### バーヴィヤター
しかし、解脱の達成可能性の観点から、ジャイナ経典は霊魂（jīva）をバーヴィヤ(bhāvya)とアバーヴィヤ(abhāvya)の二つのカテゴリに分ける。バーヴィヤである霊魂とは解脱を信じており、そのため解脱へいたろうと努力している霊魂のことである。この可能性あるいは性質はバーヴィヤター(bhāvyatā)と呼ばれている。しかしながら、バーヴィヤター自体は解脱を保証するものではない、というのも魂は解脱するためには必要な努力を尽くす必要があるからである。一方アバーヴィヤである魂とは、解脱を信じておらず解脱に至ろうと努力することがないために、解脱へ至ることができない魂のことである。

### 個別性の概念
ジャイナ教は解脱の後にも個別性の概念が存続することを支持する。解脱に至った魂もまだ解脱に至っていない魂も無数に存在する。解脱に至ったのちにも魂は互いに区別できる個別性を保つ。そのため、永遠・無限の至福の中にシッダ（成就者）が無数に存在する。

### シッダシーラ
ジャイナ宇宙論によれば、シッダシーラ（siddhaśīla）とは、シッダ(siddha、成就者）が居住する場所である。シッダシーラは宇宙の頂に存する。

### 人間として生まれること
解脱は人間としての生においてのみ到達できる。神々や天上の存在であっても人間同様に転生し、解脱するためには正しい認識、正しい知識、正しい行為に従う必要がある。ジャイナ教によれば、人間として生まれることは非常に得がたい、貴重なことであり、そのため人間は賢い選択をするべきだという。

## 解脱への道標
魂は永遠の過去から業（カルマ）に束縛されている。解脱へいたる第一のステップはサムヤクトヴァ(samyaktva、正しいこと)、つまり正しい認識、正しい知識、正しい行為の三つを教え込むことである。

### サムヤクトヴァ
ジャイナ教によれば、まとめて「三宝」(ratnatraya、ラトナトラヤ)としても知られている正しい認識(samyak darśana)、正しい知識(samyak jñāna)、正しい行為(samyak caritra)が真のダルマを構成している。ウマースヴァーティーによれば、この三つが解脱への道を構成する。
正しい認識(samyak darśana)は宇宙の全ての実体の真の本性に関する正しい確信である。
正しい知識(samyak jñāna)は、真理(tattva、タットヴァ)に関する知識を正しく知っていることである。これは多元論(アネーカーンタヴァーダ)と相対論（スィヤードヴァーダ）との二つの原理と一体となる。正しい知識は三つの瑕疵、つまり疑い、欺き、不確定性から免れていなければならない。
正しい行為(samyak caritra)は生きている存在(魂)の本来の行為である。これは正しい行為、五大誓戒（mahāvrata）の順守、五官について気をつけることや、自己制御を厳粛に行うことに存する。
一たび魂がサムヤクトヴァ(samyaktva)を獲得すると、解脱が短い期間で得られることが保証される。

### 完全智（ケーヴァラ・ジュニャーナ）
完全智(kevala jñāna)、つまり正見(samyak dṛṣṭi)を獲得した魂が到達できる超越的な知識の最高の形式、は「究極的な知識」、「悟り」とも呼ばれる。完全智（ケーヴァラ）とは、業（カルマ）の残余を焼き払い、生と死の繰り返しから解放する禁欲的な実践を通じて獲得される、アジーヴァ（ajīva、非霊魂）からジーヴァ（jīva、霊魂）が解放された状態のことである。そのため完全智とはガーティヤー・カルマを完全に消滅させた後の魂によって得られる、自己あるいは非自己に関する無限の知識を意味する。そういった完全智を獲得した人間はケーヴァリン(kevalin)と呼ばれる。ケーヴァリンは勝者(jina、ジナ)あるいは阿羅漢(arhat、アルハット)としても知られ、ジャイナ教徒によって最高の存在としてあがめられる。この段階に至った魂はアガーティヤー・カルマを消し去ったのち、生涯の最後に解脱に至る。

### 涅槃（ニルヴァーナ）
ニルヴァーナもしくはニッヴァーナ（サンスクリット語: निर्वाण, Nirvāṇa; プラークリット: णिव्वाण Nivvāṇa、涅槃）は、ジャイナ教においてはカルマの呪縛からの最終的な開放を意味する。アリハントやティールタンカラのような悟りを開いた人は自身に残っているアガーティヤー・カルマを消滅させて自身のこの世界における存在を消滅させる。これがニルヴァーナ(nirvāṇa)である。用語として厳密には、アリハントの死がアリハントのニルヴァーナと呼ばれる、というのは死ぬことで世界における存在を終わらせて解脱するからである。モークシャ、すなわち解脱はニルヴァーナに引き続いて起きる。アリハントはニルヴァーナに至ったのちにシッダ、つまり解脱した者になる。しかし、ニルヴァーナという用語はしばしばモークシャの同義語としても使われる。カルパスートラではマハーヴィーラのニルヴァーナが入念に説明されている。

#### モークシャとしてのニルヴァーナ
「モークシャ」と「ニルヴァーナ」という用語はジャイナ経典においてしばしば同じ意味で使われる。ウッタラディヤヤナ・スートラではパールシュヴァの弟子のケーシにニルヴァーナの意味を説明するガウタマについて書かれている。